# Donato Cascione
Donato Cascione (Matera, 29 agosto 1949) è uno scrittore e poeta italiano.
Ha fondato il Museo-laboratorio della civiltà contadina a Matera, nel Sasso Barisano.

## Biografia
Nel 1968 ha conseguito il diploma di geometra, qualifica con la quale lavora presso l'amministrazione comunale della sua città.

Poeta, scrittore, custode della memoria collettiva della sua terra ed "intellettuale di rottura" che in Basilicata "ha segnato la storia della letteratura con l'uso odierno della parola incantata e della parola innamorata"; la sua poetica spazia dall'iperrealismo al surrealismo ed "è passata attraverso un genere di sperimentazione linguistica che, nella sua regione, negli anni '70 del Novecento, ha avuto pochi riscontri analoghi".

Appassionato di Storia locale e collezionista di arredi e attrezzi di uso quotidiano, nel 1998 ha fondato il Museo Laboratorio della civiltà Contadina e degli Antichi Mestieri, nei Sassi di Matera.

## Il Museo
La struttura, oltre ad essere un'attrattiva per turisti provenienti da ogni parte del mondo, è un presidio culturale locale permanente, in cui si organizzano attività didattiche e laboratoriali per studenti di scuole di ogni ordine e grado.

Negli anni, Cascione ha raccolto racconti e testimonianze di anziani che hanno trascorso la loro infanzia e giovinezza nei Sassi di Matera e ne ha fatto oggetto di una pubblicazione, giunta alla III edizione, che contiene anche diversi suoi componimenti poetici: "I racconti del Museo".

## Opere

### Poesia
- L'ultimo pianto (1969) ISBN 1500345237
- Sangue e terra magra (1971) ISBN 1500398497
- Un altro giorno (1975) ISBN 150048900X
- Nel segno del potere la traccia di noi deboli (1977) ISBN 1500496014
- Il gioco del tempo (1978) ISBN 1500501581
- Accordi in idiosincrasia (1980) ISBN 1500643270
- La toppa del sogno (1993) ISBN 1500692972
- Il secchio nel pozzo (2015) ISBN 1515048039

### Narrativa
- Avviso ai naviganti (1980) ISBN 1500670227
- Dalla prua scrutando il mare (1990) ISBN 1500680702
- Le ossessioni del marinaio (2003)
- I racconti del museo / Tales from the museum (2005-2012) ISBN 150075997X; ISBN 1500784249